# (8935) Beccaria
Pour les articles homonymes, voir Beccaria.
(8935) Beccaria est un astéroïde de la ceinture principale.

## Description
(8935) Beccaria est un astéroïde de la ceinture principale. Il fut découvert le 11 janvier 1997 à Sormano par Piero Sicoli et Marco Cavagna. Il présente une orbite caractérisée par un demi-grand axe de 2,23 UA, une excentricité de 0,15 et une inclinaison de 4,1° par rapport à l'écliptique.

## Compléments